# Knochenlese
Knochenlese (Originaltitel Grave Secrets) ist ein Kriminalroman der US-amerikanischen Autorin Kathy Reichs aus dem Jahr 2003. In Knochenlese reist die Hauptperson, die forensische Anthropologin Dr. Temperance „Tempe“ Brennan, als Mitglied eines internationalen Teams nach Guatemala, um dort Opfer der Militärdiktatur zu exhumieren und zu identifizieren. Parallel dazu soll sie der örtlichen Polizei bei den Ermittlungen zu aktuellen Mordfällen behilflich sein. Vier Mädchen, darunter die Tochter des kanadischen Botschafters in Guatemala, sind verschwunden, es deutet alles auf einen Serienmörder hin. Im Laufe der Ermittlungen tauchen die Tochter des Botschafters und ihre Freundin jedoch wieder auf, und ein Mord stellt sich als Tat eines Stalkers heraus. Nur ein Fall, eine Leiche aus einem Faultank eines Hotels, zieht größere Kreise: Wie sich herausstellt, ist das Opfer Angestellte einer Ärztin, die gemeinsame Sache mit dem örtlichen Gerichtsmediziner macht, um aus abgetriebenen Embryos illegal Stammzellen zu gewinnen.
Knochenlese ist der fünfte Kriminalroman von Kathy Reichs mit der Hauptperson Tempe Brennan, die als forensische Anthropologin in Montreal, Kanada, und Charlotte, USA, mit der Polizei Mordfälle löst. Mit dieser Kriminalromanreihe hat Reichs gemeinsam mit anderen Autoren wie Patricia Cornwell das Genre des forensischen Kriminalromans bekannt und populär gemacht. Die Wochenzeitung Die Zeit hat Knochenlese in ihrer Edition Wissenschaftskrimis als charakteristisches Beispiel für den forensischen Kriminalroman aufgenommen.

## Inhalt

### Handlung
Dr. Temperance „Tempe“ Brennan, eigentlich forensische Anthropologin in Montreal in Kanada, ist als Mitglied eines internationalen Teams in Guatemala unterwegs. Dort birgt sie im Dorf Chupan Ya die Leichen von Frauen und Kindern aus einem Brunnenschacht, die während des guatemaltekischen Bürgerkriegs vom Militär ermordet und im Brunnen provisorisch begraben wurden. Tempe ist Teil eines Teams aus Forensikern, die die Leichen bergen, identifizieren und für eine Beerdigung vorbereiten sollen. Als das Team die exhumierten Leichen zusammengepackt hat und für eine weitere Untersuchung abtransportieren will, erreicht sie ein Anruf von Teammitgliedern, Molly und Carlos, der abbricht. Das Team findet das Auto der beiden an der Straße stehend vor, Carlos ist getötet und Molly schwer verletzt. Molly wird ins Krankenhaus in Guatemala-Stadt gebracht, wo sie sich langsam erholt.
In Guatemala-Stadt will das Team die geborgenen Leichen untersuchen. Bevor Tempe jedoch dazu kommt, wird sie erst durch einen Journalisten, Ollie Nordstern, dann durch Sergeant-Detective Galiano von der örtlichen Polizei unterbrochen. Tempe soll die örtliche Polizei bei einem möglichen Serienmord unterstützen: In letzter Zeit sind vier junge Frauen verschwunden, darunter die Tochter des kanadischen Botschafters, Chantale Specter. Eine Leiche ist im Faultank einer Abflussanlage der Pension Paraíso in Guatemala-Stadt gefunden worden. Es wird nun befürchtet, dass es sich um eine der verschwundenen Frauen handelt, vielleicht sogar Chantale. Tempe soll auch helfen, weil sie sich durch eine Publikation als Expertin für das Bergen von Leichen aus Faultanks ausgewiesen hat. Wie sie später herausfindet, hat sie Galiano auch angefordert, weil er Lieutenant-Detective Andrew Ryan von der Mordkommission der Polizei der Provinz Quebec, mit dem Tempe zusammenarbeitet, gut kennt.
Tempe birgt die Leiche aus dem Faultank, aber bevor sie die Knochen genauer untersuchen kann, werden sie durch den Gerichtsmediziner Dr. Hektor Lucas und den Bezirksstaatsanwalt Antonio Díaz konfisziert. Tempe erhält schließlich lediglich zwei Stunden Zugang, um die Knochen zu untersuchen. Weil sie weiß, dass das nicht ausreicht, bittet sie eine Kollegin im Labor, heimlich Computertomographie-Scans vom Schädel anfertigen zu lassen. Außerdem hat das Team von Galiano noch die Kleidung der Toten, in der Tempe die Knochen eines menschlichen Fötus sowie Katzenhaare findet.
Kurz nach dem Fund der ersten Leiche wird am Rand von Guatemala-Stadt eine weitere Leiche gefunden, die als eine der verschwundenen Frauen, Claudia de la Alda, identifiziert wird. Die Polizei findet recht schnell heraus, dass sie Opfer eines Stalkers wurde, der sie zuerst nur verfolgt, aber schließlich entführt und ermordet hat. Auch das Schicksal der Tochter des Botschafters klärt sich auf: Chantale Specter wird zusammen mit einem weiteren verschwundenen Mädchen, Lucy Gerardi, in Montreal beim Ladendiebstahl aufgegriffen.
Chantals Mutter, die Frau des Botschafters, bittet Tempe, sie für kurze Zeit nach Montreal zu begleiten, um Chantale bei der Polizei abzuholen. Tempe willigt ein, weil es ihr auch die Chance gibt, für einige Tage in Montreal in ihrem Büro zu arbeiten und Kollegen um Mithilfe bei einigen Dingen zu bitten: Sie hat will die gefundenen Katzenhaare genauer untersuchen lassen und auf der Basis der CT-Aufnahmen des Schädels eine Plastikkopie des Schädels erstellen lassen. Die Gesichtsrekonstruktion mit dem Plastikschädel ergibt, dass die Tote im Faultank Patricia Eduardo ist, die vierte verschwundene junge Frau.
In Montreal begegnet Tempe unerwartet Ollie Nordstern, dem Reporter, der sie in Guatemala-Stadt interviewen wollte. Wie sich herausstellt, ist Nordstern auch auf den Fersen von Chantale Specter. Nordstern wird auf offener Straße vor den Augen von Tempe, Andrew Ryan und Chantale Specter erschossen. Ryan beschließt daraufhin, Tempe bei ihrer Rückkehr nach Guatemala zu begleiten, um im Mord an Ollie Nordstern zu ermitteln.
Auf der Basis der Hinterlassenschaften Nordsterns finden sie heraus, dass Nordstern auf der Spur einer Ärztin war, Maria Zuckerman, die mit abgetriebenen Embryos versuchte, illegal Stammzellen herzustellen. Zuckerman arbeitete mit dem Gerichtsmediziner Hector Lucas zusammen, der sich von diesen illegalen Stammzellen ein großes Geschäft versprach, da die Stammzellenforschung in den USA durch ein Verbot der Stammzellengewinnung aus Embryos stark eingeschränkt ist. Patricia Eduardo, eine der verschwundenen Frauen und das zweite Mordopfer, war eine Angestellte Zuckermans in der örtlichen Frauenklinik. Lucas wollte sie möglicherweise loswerden, weil sie hinter die Machenschaften ihrer Chefin kam. Jorge Serano, Angestellter im illegalen Stammzellenlabor und Sohn der Besitzer der Pension Paraíso, wurde damit beauftragt, die Leiche loszuwerden. Er versenkte sie im Faultank, in der irrigen Hoffnung, dass sich die Leiche rasch auflöst.
Die Nachforschungen von Ryan, Galiano und Tempe Brennan kulminieren schließlich in einer dramatischen Szene in der Leichenhalle der Gerichtsmedizin. Tempe ist dort mit neuen Erkenntnissen auf der Suche nach Ryan und Galiano, trifft sie aber dort nicht an. Stattdessen findet sie die Leiche von Maria Zuckerman, die der in die Enge getriebene Lucas ermordet hat. Lucas schlägt Tempe nieder und bedroht sie mit seiner Waffe. Als Tempe ihm sagt, dass die illegale Stammzellenforschung aufgedeckt ist und dass die Beweise aus dem Faultank trotz der Konfiszierung der Knochen ausreichen, um Patricia Eduardo zu identifizieren und ihn mit dem Mord in Verbindung zu bringen, erschießt er sich schließlich selbst.
Tempe wird von Ryan und Galiano gefunden und ins Krankenhaus gebracht. Dort erfährt sie, dass Nordsterns Mörder von Lucas engagiert wurde. Nordstern war Lucas’ illegalen Aktivitäten mit Stammzellen auf der Spur und hatte außerdem herausgefunden, dass Bezirksstaatsanwalt Diaz in die Morde in Chupan Ya involviert war. Nordstern wurde deshalb von Lucas beseitigt. Wie sich außerdem herausstellt, sind Molly und Carlos ebenfalls Jorge Serano zum Opfer gefallen. Lucas war in die Morde im Dorf Chupan Ya während der Militärzeit selbst verstrickt. Um zu verhindern, dass die Ausgrabung dies eventuell zutage bringt, hatte er Serano den Auftrag gegeben, das prominenteste Mitglied der Gruppe, Tempe Brennan, zu ermorden. Durch eine Verwechslung sind Molly und Carlos dem Anschlag zum Opfer gefallen.
Gleichzeitig mit dem Abschluss der Morduntersuchungen in Guatemala-Stadt endet auch die Arbeit des Forensikerteam an den Ermordeten des Bürgerkriegs. Alle Leichen sind untersucht und werden im Dorf Chupan Ya beerdigt. Molly ist inzwischen aus dem Koma erwacht und wird sich zu Hause in den USA wieder vom Mordanschlag erholen.
Der Roman endet damit, dass die wieder genesene Tempe packt und ihr Hotel in Guatemala für einen Urlaub mit einem ihr nahestehenden Mann verlässt. Dabei wird offen gelassen, mit wem sie den Urlaub letztlich verbringen wird: mit Andrew Ryan, dem sie schon in Montreal näher gekommen ist, oder mit Galiano, zu dem sie ebenfalls eine erotische Anziehung verspürte. Der Leser erfährt im nächsten Roman der Serie, Mit Haut und Haar, dass es Ryan ist.

### Personen
- Temperance 'Tempe' Brennan: forensische Anthropologin, die abwechselnd in Charlotte, USA, und Montreal, Kanada arbeitet. In Montreal ist sie als Beraterin für das Laboratoire de Médicine Légale angestellt, um bei Fällen mitzuarbeiten, in denen lediglich Knochen auffindbar sind
- Mateo, Carlos, Molly, Elena: Mitglieder des internationalen Forscherteams, die für die Fundación de Antropología Forense de Guatemala (FAFG) in Guatemala Opfer des Bürgerkrieges exhumieren sollen
- Ollie Nordstern, Reporter des Chicago Tribune
- Sergeant-Detective Bartolomé Galiano, nationale Zivilpolizei in Guatemala-Stadt
- Antonio Díaz, Bezirksstaatsanwalt in Guatemala-Stadt
- Dr. Hector Lucas, Gerichtsmediziner in Guatemala-Stadt
- Maria Zuckerman, Gynäkologin, Ärztin im Ortskrankenhaus in Guatemala-Stadt und in der Frauenklinik Mujeres por Mujeres
- Jorge Serano, Angestellter von Maria Zuckerman und Sohn der Besitzer der Pension Paraíso, wo die erste Leiche gefunden wird
- Chantale Specter, 17-jährige Tochter des kanadischen Botschafters in Guatemala, zu Beginn des Romans verschwunden
- Lieutenant-Detective Andrew Ryan von der Mordkommission der Polizei der Provinz Quebec

## Form
Die Autorin, Kathy Reichs, konnte im Roman ihre eigenen Erfahrungen als forensische Anthropologin verarbeiten. So war sie tatsächlich in Guatemala, um als forensische Anthropologin die Arbeit der Fundación de Antropología Forense de Guatemala (FAFG) zu unterstützen. Reichs war auch Mitglied des Teams, das die Autopsie an Raoul Léger durchführte. Léger war Missionar in Guatemala und wurde am 25. Juli 1981 von Regierungstruppen getötet. Sein Leichnam wurde zwei Monate später aus einem Massengrab exhumiert und nach Boctouch überführt. Um die genauen Umstände seines Todes zu erfahren, reisten die beiden Schwestern Légers, Cléola und Andréa, im Sommer 2001 nach Guatemala. Diese Reise wurde in dem Dokumentarfilm Raoul Léger, la vérité morcelée festgehalten. Die Autopsie wurde erst 20 Jahre nach seinem Tod, am 16. März 2002, in Montreal durchgeführt. Spuren einer vermuteten Folterung konnten keine festgestellt werden [Zitat Reichs: There were no signs that the fingernails had been pulled out, that he had been burned with cigarettes, hacked with machetes or any other physical indications of torture.] Das Team fand jedoch Metallfragmente im Gewebe und konnte damit den Verdacht bestätigen, dass Léger bei einem Bombenanschlag ums Leben kam.
Neben Informationen zum Bürgerkrieg in Guatemala und der Arbeit der Fundación de Antropología Forense de Guatemala baut Reichs auch Details zur forensischen Arbeit in den Roman ein. So wird die Leichenbergung in einem septischen Tank einer Toilettenanlage, eine Tierhaaruntersuchung und die Analyse der mitochondrialen DNA für Laien im Detail erklärt.

## Stellung in der Literaturgeschichte

### Einordnung in das Werk des Autors
Knochenlese (Grave Secrets) ist der fünfte Band aus der Reihe um die forensische Anthropologin Temperance Brennan. Im Gegensatz zu den vier vorangegangenen Romanen spielt dieser Roman nicht in Montreal und Charlotte, wo die Hauptperson Tempe Brennan lebt und arbeitet, sondern hauptsächlich in Guatemala.

### Stellung in der Literaturgeschichte
Gemeinsam mit Patricia Cornwell hat Kathy Reichs dem forensischen Kriminalroman seit den 1990er Jahren zu großer Popularität verholfen.
Der Roman Knochenlese wurde 2009 als Beispiel für einen forensischen Kriminalroman in die Krimi-Edition der Die Zeit aufgenommen. Die zwölfbändige Edition umfasste Wissenschaftskrimis von Autoren wie Michael Crichton und Martin Suter. Jeder Band der Edition mit einem anderen wissenschaftlichen Fachgebiet befasst, darunter Forensik, Neurologie, Genetik, Kernphysik und Ozeanologie.

## Rezeption
Grave Secrets war international ein Erfolg und war unter anderem auf Platz 1 der Krimicharts der britischen Zeitung Guardian sowie unter den Top 10 der Bestsellerliste des Spiegel.
Die Kritiken zu Grave Secrets waren zwiespältig. Die Krimirenzension in The Guardian lobt Reichs in Grave Secrets für ihr detailliertes Wissen um den Beruf des forensischen Anthropologen, inklusive der detailgetreuen Untersuchung eines septischen Tanks oder der Tierhaaranalyse. Kritisiert wird der unbeholfene Sprachstil und das hohe moralische Ross, das Reichs auch im Nachwort einnimmt, wenn sie auf ihre eigene Arbeit in Guatemala anspielt. Die New York Times würdigt die Authentizität des Romans, der auf eigenen Erfahrungen der Autorin basiert, erwähnt aber auch, dass Reichs nicht gerade eine geborene Autorin ist. Auch Publishers Weekly erwähnt die kenntnisreiche Darstellung der forensischen Arbeit (sofern man als Leser die detaillierte Beschreibung einer verfaulenden Leiche in einem septischen Tank mag). Besonders gelobt wird die geschickte Verknüpfung der verschiedenen Nebenhandlungen und falschen Fährten bis zur Auflösung des Falls. Die Berliner Morgenpost lobt die rasante, spannende Handlung des Romans.
Das Buch wurde in mehrere Sprachen übersetzt, darunter Deutsch, Französisch, Thailändisch und Chinesisch. Sowohl vom englischen Original Grave Secrets als auch von der deutschen Übersetzung Knochenlese sind Hörbuchversionen entstanden.
Die forensischen Kriminalromane von Kathy Reichs dienten auch als Inspiration für die Fernsehserie Bones. Obwohl die Hauptfigur in Bones auch Temperance Brennan heißt, wurden als Vorlage für die Fernsehserie aber eher Aspekte aus Kathy Reichs eigenem Leben verarbeitet, nicht so sehr die Figuren und die Handlungen der Romane.

### Textausgaben
- Kathy Reichs: Grave Secrets. Scribner, New York 2002, ISBN 0-684-85973-4. (englische Erstausgabe)
- Kathy Reichs: Knochenlese. Aus dem amerikanischen Englisch übersetzt von Klaus Berr. Blessing, München 2003, ISBN 3-89667-198-7. (deutsche Übersetzung)
- Kathy Reichs: Knochenlese: der Forensik-Krimi; mit einer Krimi-Analyse der Zeit-Wissen-Redaktion. Aus dem amerikanischen Englisch übersetzt von Klaus Berr. Kommentare von Susanne Schäfer. Zeitverlag Bucerius, Hamburg 2009 (Sonderedition der Zeit).

### Hörbücher
- Kathy Reichs: Grave Secrets, gelesen von Katherine Horowitz. Random House Audio, New York 2004.
- Kathy Reichs: Knochenlese. Aus dem amerikanischen Englisch übersetzt von Klaus Berr, gelesen von Hansi Jochmann. Random House Audio München 2007. (gekürzte Ausgabe)
- Kathy Reichs: Knochenlese. Aus dem amerikanischen Englisch übersetzt von Klaus Berr, gelesen von Katharina Spiering. Random House Audio, New York 2012. (ungekürzte Ausgabe)

### Sekundärliteratur
- Ute Eberle: Bestseller aus dem Faultank. In: Die Zeit, Nr. 10/2003.